# ГЕС Xǐergōu
ГЕС Xǐergōu (喜儿沟水电站) — гідроелектростанція на півночі Китаю у провінції Ганьсу. Знаходячись перед ГЕС Liángfēngké, входить до складу каскаду на річці Байлун, правій притоці Цзялінцзян, яка, своєю чергою, є лівою притокою Цзіньші (верхня течія Янцзи).
У межах проекту річку перекрили бетонною греблею висотою 21 метр та довжиною 162 метра. Вона утримує водосховище з об'ємом 1,3 млн м3 та припустимим коливанням рівня поверхні в операційному режимі між позначками 1536 та 1538 метрів НРМ (під час повені до 1539 метрів НРМ).
Зі сховища через правобережний гірський масив прокладено дериваційний тунель завдовжки понад 8 км, який подає ресурс до наземного машинного залу. Тут встановлено три турбіни загальною потужністю 72 МВт, котрі забезпечують виробництво 285 млн кВт-год електроенергії на рік.